# Mallorca Voltors 2018
Questa voce raccoglie le informazioni riguardanti i Mallorca Voltors nelle competizioni ufficiali della stagione 2018.

## LNFA Serie A 2018

### Stagione regolare
| Sa Vileta-Son Rapinya 14 gennaio 2018, ore 12:00 | Mallorca Voltors | 0 – 18 referto | Valencia Firebats | Polideportivo Municipal de Son Moix |

| Sa Vileta-Son Rapinya 21 gennaio 2018, ore 12:00 | Mallorca Voltors | 0 – 50 referto | Badalona Dracs | Polideportivo Municipal de Son Moix |

| 3-4 febbraio 2018 | Reus Imperials | - – - | Mallorca Voltors |  |

| Sa Vileta-Son Rapinya 18 febbraio 2018, ore 12:00 | Mallorca Voltors | 39 – 13 referto | L'Hospitalet Pioners | Polideportivo Municipal de Son Moix |

| La Pobla de Farnals 4 marzo 2018, ore 12:00 | Valencia Firebats | 20 – 27 referto | Mallorca Voltors | Polideportivo Batiste Subies |

| Santa Coloma de Gramenet 11 marzo 2018, ore 12:00 | Badalona Dracs | 62 – 13 referto | Mallorca Voltors | Campo de Fútbol Badalona Sud |

| 24-25 marzo 2018 | Mallorca Voltors | - – - | Reus Imperials |  |

| Barcellona 14 aprile 2018, ore 17:00 | L'Hospitalet Pioners | 7 – 14 referto | Mallorca Voltors | Estadi Joan Serrahima |

### Playoff
| Catarroja 29 aprile 2018, ore 12:30 | Valencia Giants | 2 – 41 referto | Mallorca Voltors | Polideportivo Municipal |

| Murcia 5 maggio 2018, ore 17:00 | Murcia Cobras | 35 – 14 referto | Mallorca Voltors | Estadio José Barnés |

## Statistiche di squadra
| Competizione           | %Vittorie | In casa | In casa | In casa | In casa | In casa | In casa | In trasferta | In trasferta | In trasferta | In trasferta | In trasferta | In trasferta | Totale | Totale | Totale | Totale | Totale | Totale |
| Competizione           | %Vittorie | G       | V       | N       | P       | Pf      | Ps      | G            | V            | N            | P            | Pf           | Ps           | G      | V      | N      | P      | Pf     | Ps     |
| ---------------------- | --------- | ------- | ------- | ------- | ------- | ------- | ------- | ------------ | ------------ | ------------ | ------------ | ------------ | ------------ | ------ | ------ | ------ | ------ | ------ | ------ |
| LNFA Stagione regolare | .500      | 3       | 1       | 0       | 2       | 39      | 81      | 3            | 2            | 0            | 1            | 54           | 89           | 6      | 3      | 0      | 3      | 93     | 170    |
| LNFA Playoff           | .500      | 0       | 0       | 0       | 0       | 0       | 0       | 2            | 1            | 0            | 1            | 55           | 37           | 2      | 1      | 0      | 1      | 55     | 37     |
| Totale                 | .500      | 3       | 1       | 0       | 2       | 39      | 81      | 5            | 3            | 0            | 2            | 109          | 126          | 8      | 4      | 0      | 4      | 148    | 207    |